# 芙江站
芙江站（：／ Bugang yeok */?）是京釜線沿線的一座鐵路車站，位于韓國世宗特别自治市芙江面，有無窮花號列車停靠。芙江貨物線由此站岔出。

## 車站資訊
1日上下行線有20班無窮花號停靠。

### 月台配置
| ↑ 鳥致院        |
| １２ \| ３４ \| |
| 新灘津 ↓        |

| 月台 | 路線   | 方向 | 目的地                                            |
| ---- | ------ | ---- | ------------------------------------------------- |
| 1    | 京釜線 | 上行 | 不使用                                            |
| 2    | 京釜線 | 上行 | 往 天安、平澤、水原、安養、永登浦、龍山、首爾方向 |
| 3    | 京釜線 | 下行 | 往 大田、釜山、木浦、順天、光州、麗水世博會方向   |
| 4    | 京釜線 | 下行 | 不使用                                            |

## 历史
- 1909年11月1日 - 落成使用。
- 1997年11月17日 - 新站舍竣工。

## 车站周边
- 芙江初等学校
- 芙江中学
- 中部圈内陆货物基地
- 芙江邮政局

## 相鄰車站
韓國鐵道公社
京釜線
一般列車
内板信号场－芙江－梅浦
無窮花號
鳥致院－芙江－新灘津
芙江貨物線
芙江－芙江貨物